# Ermengarde av Anjou

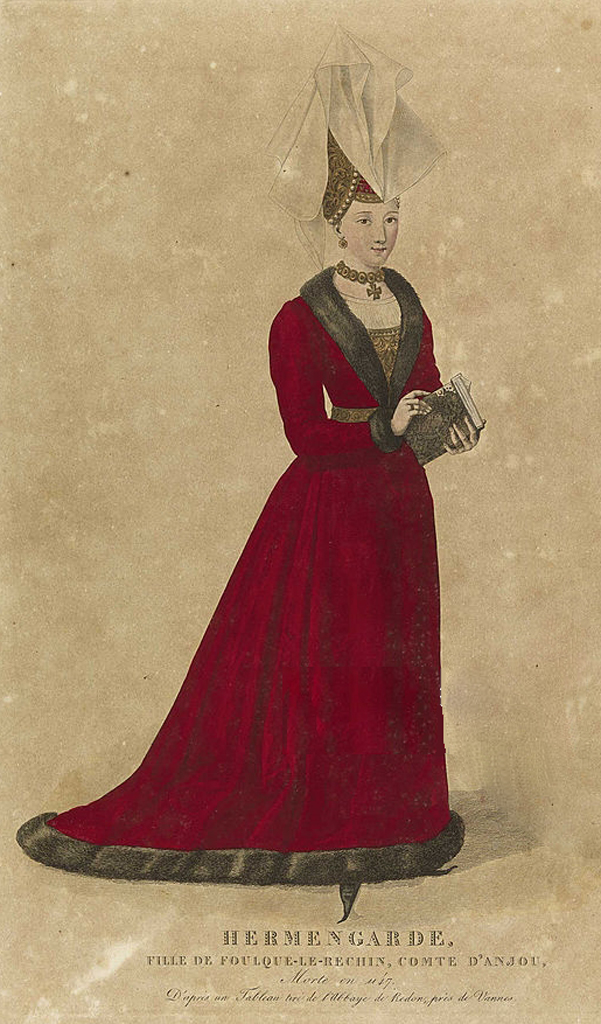
Ermengarde av Anjou i 1400-talsklädsel; bild från 1800-talet.

Ermengarde av Anjou, född i Angers 1068, död 1 juni 1146, var genom äktenskap hertiginna av Akvitanien och hertiginna av Bretagne. Hon gifte sig 1089 med hertig Vilhelm IX av Akvitanien och 1093 med hertig Alan IV av Bretagne. Hon var även känd som beskyddare av Fontevraudklostret. Hon var regent i Bretagne från 1096 till 1101.

## Biografi
Ermengarde var dotter till greve Fulko IV av Anjou och Hildegarde av Beaugency. Hon fick en hög utbildning. Hon var religiös och intresserad av kyrkliga reformer och ville förhindra konfiskation av kyrkans egendom. Hon omtalades som en skönhet. 

### Hertiginna av Akvitanien
Ermengarde gifte sig 1089 med hertig Vilhelm IX av Akvitanien. Relationen till Vilhelm var dålig; han var konstant otrogen, och Ermengarde reagerade med häftiga vredesutbrott och gräl och lämnade ofta hovet för att isolera sig i kloster. Hennes humörsvängningar har lett till att vissa moderna forskare, som Marion Meade och Alison Weir, har bedömt att hon led av schizofreni och manodepression. Paret fick inga barn.

### Hertiginna av Bretagne
År 1091 skickade Vilhelm henne tillbaka till hennes far och 1093 gifte fadern bort henne med Alan IV. Paret fick tre barn. Då Alan lämnade landet för att delta i första korståget 1096 övertog hon regeringen under hans frånvaro. Hon var sällan i Rennes utan föredrog Nantes. Hon gynnade många kloster, framför allt Fontevraud, och som beundrare av Sankt Bernard av Clairvaux favoriserade hon cisterciensorden.
Alan IV, som var en impopulär monark, tvingades abdikera 1112 och drog sig tillbaka till Redons kloster i Redon.

### Senare liv
Ermengarde separerade från Alan och var från åtminstone 1116 bosatt i Fontevraultklostret. Där blev hon en vän med sin första mans andra fru Filippa av Toulouse, som hade flytt dit undan sitt äktenskap och sin otrogne make, och året efter att Filippa dött 1118, reste hon åter till sin förste makes hov och krävde förgäves att bli erkänd som gemålshertiginna av Akvitanien. I oktober 1119 krävde hon inför påven Calixtus II i Reims att hon skulle erkännas som Vilhelms fru, att Vilhelm skulle tvingas skilja sig från sin mätress och bli exkommunicerad. Calixtus tillmötesgick dock inte hennes begäran.
Ermengarde ska ha gjort en resa till Jerusalem, och återvänt tio år senare. Hon ska ha avlidit i klostret Sankta Anna i Jerusalem. Hon registrerades dock som avliden i Redons kloster, där hon också begravdes. Hon ska ha varit nunna vid tiden för sin död.